# Плажове на Тасос
Обиколката на остров Тасос, който има приблизително кръгла форма, е около стотина километра. Бреговете му са предимно скалисти, а морското дъно край бреговете покрито с камъни или осеяно с ръбести скали, а сред тях има опасни морски таралежи. Има множество редки заливи, в които са скътани малки пясъчни плажове. Те са често са в безлюдни райони и до тях се стига по тесни и стръмни пътеки, или по черни пътища. По-големите плажове са към основните населени места – Лименас, Лименария, Хриси Амудия. Общата им дължина не надхвърля 7-8 километра. 

## Лимена
Плажът Лимена (Лименаки бийч) се намира до пристанището на град Тасос. Той е пясъчен и плитък. Има душове, чадъри и шезлонги към плажните заведения, и е един от най-подредените плажове. Удостоен е със „Син флаг“.

## Макриамос
Макриамос (в превод – дълъг пясък) е организиран платен плаж на 2 км източно от град Тасос до хотелския комплекс „Макриамос“. Заливът е плитък, има чадъри и шезлонги, забавления за децата. Присъден му е Син флаг от Фондацията за екологично образование.

## Салиара
Плажът Салиара (Мраморния плаж, Мармара, Мабъл бийч) се намира южно от Макриамос. До него води малък 5-километров прашен път започващ от плажа Макриамос. Наречен е „мраморен“ заради белия пясък, мраморните камъчета по дъното и водата с тюркоазен цвят, които му придават особен чар. Образувал се е заради наличието на големи кариери за добив на мрамор в планината над залива.
Дълго време плажът е бил див, но вече е организиран за туристи с чадъри и шезлонги. Любителите на плуването са привлечени от малкия скалист остров в южната част на залива.

## Хриси Амудия
Хриси Амудия (Голдън бийч, Златни пясъци) е най-известният и най-дълъг организиран плаж на Тасос. Обхваща плажна ивица от 2 км между селата Хриси Амудия (Скала Панагия) и Скала Потамяс. Ивицата е пясъчна с плитък залив. За туристите има чадъри и шезлонги, и различни водни атракциони. Между двете села и височините на Скала Потамяс е организирано моторизирано влакче за туристическа обиколка и изгледи към залива и връх Ипсарион. Удостоен е с два сини флага.

## Парадисос
Плажът Парадисос (Парадайс бийч, Райския плаж) се слави като най-хубавият плаж на острова имащ очарованието на Карибите. Разположен е южно от село Кинира, в заливче срещу малкия остров Кинира (Кинириотико), и до него се стига по тясна пътека през малка горичка или по черен път от селото. Той има светъл ситен пясък и плитка прозрачна синя вода. При ветровито време е подходящ за уинд сърфинг.
Плажът е организиран за туристи с чадъри и шезлонги. Преди време плажът е бил открит от нудисти, които и сега го посещават извън сезона. 

## Агиос Йоанис
Плажът Агиос Йоанис (Свети Йоан) се намира на югоизточния бряг на остров Тасос, на 2 км североизточно от Алики. Разположен е дъното на сравнително закрит и плитък залив. Тих организиран плаж с шезлонги и чадъри. Съчетава красиви околности с археологически разкопки. 

## Алики
Плажът Алики (Аликес) е разположен пред село Алики, от двете страни на малък полуостров. Той е пясъчен, с плитки води подходящи за деца, и организиран. Заобиколен е от борови и маслинови дървета, има древни мраморни кариери и археологически разкопки.
През сезона е пренаселен и има много малко места за паркиране. 

## Тимониас
Плажът Тимониас се намира южно от село Тимония. Чист пясъчен плаж с кристални води, организиран с чадъри и шезлонги през сезона. Счита се за най-тихия и спокоен плаж за семейна почивка. 

## Арсанас
Плажът Арсанас се намира под манастира „Архангел Михаил“, по черния път за плажа „Ливади“. Той е малък, с камъни по плажа и във водата, и е слабо посещаван. 

## Ливади
Плажът Ливади се намира западно под манастира „Архангел Михаил“, до който се стига по черен път. Пясъчен плаж с ясни води. Има възможност за къмпингуване. 

## Гиола
Гиола (Гьола) е естествена морска лагуна близо до Астрис, издълбана в скалите до морето в полукръгла форма с размери 20х15 метра. Достига се по черен път с дължина 3-4 км или по стръмна пътека. Счита се за природна забележителност и привлича запалени любители на природата. По време на вълнение влизането в лагуната е опасно. 

## Калами
Плажът Калами се намира югоизточно от село Астрида. Той е малък, предимно скалист. 

## Салоникиос
Плажът Салоникиос (Салоникьос) е пясъчен плаж на оформен между две скали залив на врязан в морето нос южно от Астрис. Достига се по немаркиран няколко километров черен път. През сезона е организиран, с работещ бийч-бар, чадъри и шезлонги. Край него има борови дървета, а във водата туристите са привличани от няколко големи гладки камъка край брега. 

## Астрис
Плажът Астрис е разположен югозападно от село Астрида. Плажната ивица е със ситен пясък и плитък бряг. Плажът не е организиран и тихо и спокойно място. 
До него от западната му страна е разположен малкият плаж „Света Параскева“.

## Псили Амос
Псили Амос (в превод – фин пясък) е плаж край пътя между Астрида и Потос. Дълъг е около 250 м, има много ситен пясък и няма камъни във водата, заради което му се носи славата на един от най-хубавите плажове. Плажът е организиран с шезлонги и чадъри, и през сезона и много посещаван. 

## Росогремос
Росогремос (Росогремос бийч) е плаж югоизточно от Потос до пътя. Има чист пясък, плитки и прозрачни води.  Източно от него е малкият плаж „Нотос“, под петзведния хотел „Royal Paradise“. 

## Потос
Потос (Сан Антонио бийч) е основният плаж на село Потос разположен до крайбрежната алея. Той има фин пясък, чиста и прозрачна вода дори на голяма дълбочина. На места морето става изведнъж дълбоко. Плажът е организиран и е зает изцяло с шезлонги и чадъри на кафенета. 

## Пефкари
Плажът Пефкари се състои от два плажа и е разположен до малкото селце Пефкари, западно от Потос. Плажът е широк, пясъчен с обли камъчета в него. Водата е прозрачна, но има и морски таралежи. Мястото е подходящо и популярно с големия избор на водни спортове. 

## Металя
Металя (Металеа, Металио) е пясъчен мини плаж с кристално чисти води, плажни чадъри и бар на плажа. Намира се на 1 км източно от Лименария под изоставена фабрика за преработка на метали от рудниците, в залив между две високи скали. Той е голям и пясъчен, с малки обли камъчета по брега. През лятото на него се провеждат музикални концерти в рамките на фестивала на Тасос. 
Във фабриката има 12 скулптури изобразяващи 12 месеца и зодиакалните знаци.

## Лименария
Лименария е двукилометрова плажна ивица Лименария разположена до крайбрежната алея на селото. Той е пясъчен, с чиста вода, плажни чадъри и шезлонги, и много барове, ресторанти и кафенета. Предлагат се известните и традиционни понички Тасос. 

## Трипити
Плажът Трипити се намира на 2 км западно от село Лименария. Плажната ивица е пясъчна и сравнително широка. Отличава се с огромна скала с голям отвор, през който морската вода навлиза в скалите. Във ветровито време има високи вълни. 

## Атспас
Атспас е малък тих плаж на източния край на Скала Марион. Счита се за един от най-добрите плажове с кристалната си плитка и безопасна вода, и златист пясък. Има шезлонги и чадъри, и бар на плажа. 

## Клисмата
Плажът Клисмата е дълга и тясна плажна ивица на няколко километра южно от Скала Калирахис. Той е единствения плаж на остров Тасос с кръгли камъчета и кристални води. Таверните на рибарското селище са известни с вкусната черна Марида. 

## Скала Калирахи
Плажът Скала Калирахи се намира на брега на Скала Калирахис. Има шезлонги, чадъри и бар на плажа. 

## Скала Сотирос
Плажът Скала Сотирос на едноименното село е дълъг, пясъчен и плитки води. Организиран е с шезлонги, чадъри, бар на плажа и ресторант. 

## Пахис
Плажът Пахис (Пахи, Пахис Бийч) се намира северно от Скала Рахониу. Има голяма плажна ивица с пясък и сини плитки води, подходящ за деца. Един от най-организираните плажове с шезлонги, чадъри и водни развлечения. Край него има изграден туристически център. 

## Гликади
Плажът Гликади се намира на 4 км западно от пристанището на ферибота на Тасос. Той е пясъчен, с шезлонги, чадъри и бар на плажа. 